# 雨果·巴雷特
雨果·巴雷特（法語：Hugo Barrette，1991年7月4日—），加拿大男子自行车运动员。他曾代表加拿大参加2015年泛美运动会自行车比赛，获得二枚金牌和一枚铜牌。他也曾参加2016年和2020年夏季奥运会。